# Unique Transaction Identifier
Ein Unique Transaction Identifier (Akronym UTI, deutsch: Eindeutige Handelsgeschäfts-Kennung) ist eine global eindeutige Kennung für Handelsgeschäfte (Transaktionen) im Finanzmarkt, die 2012 eingeführt wurde. Im Kontext des Dodd–Frank Act wird die UTI auch als Unique Swap Identifier (USI) bezeichnet. Die Begriffe UTI und USI werden teils synonym gebraucht; in Bezug auf die europäische Finanzmarktregulierung ist der Begriff UTI korrekt. Die Verwendung der UTI ist unter anderem im regulatorischen Meldewesen unter der Verordnung (EU) Nr. 648/2012 (Marktinfrastrukturverordnung) und der Verordnung (EU) Nr. 1227/2011 über die Integrität und Transparenz des Energiegroßhandelsmarkts (REMIT) Pflicht.